# Josef Kotouček
Josef Kotouček (17. listopadu 1893 Příbor – 23. dubna 1945 mezi koncentračními tábory Buchenwald a Dachau) byl český učitel, odbojář a oběť nacismu.

## Život
Josef Kotouček se narodil 17. listopadu 1893 v Příboře na Novojičínsku. V roce 1911 odmaturoval na Zemské vyšší reálce v rodném městě a tamtéž jako externista v roce 1912 zakončil studium na učitelském ústavu. Pracoval jako učitel a stal se řídícím učitelem na obecné škole v Drnholci nad Lubinou. Po německé okupaci v březnu 1939 se zapojil do protinacistického odboje. Dne 29. dubna 1944 byl zatčen gestapem za pomoc partyzánům. Byl vězněn v koncentračním táboře Buchenwald a dne 23. dubna 1945 byl zastřelen během pochodu smrti do koncentračního tábora Dachau.